# Abul Asar Hafeez Jullundhri
Abul Asar Hafeez Jullundhri (* 14. Januar 1900 in Jalandhar; † 21. Dezember 1982 in Lahore) war ein pakistanischer Dichter, der auf Urdu dichtete. Sein bekanntestes Werk ist Qaumi Tarana, die Nationalhymne Pakistans.

## Leben
Bis zur siebten Klasse genoss Jullundhri nur formale Ausbildung. Er interessierte sich für die Poesie und gehörte dem Pakistan Movement an. Nach der Unabhängigkeit Pakistans im Jahre 1947 wanderte er nach Pakistan aus. 1948 trat er in die pakistanische Armee ein, kämpfte in den Auseinandersetzungen um  Kaschmir und wurde verwundet. Während des Krieges zwischen Pakistan und Indien 1965 schrieb Jullundhri zahlreiche patriotische Lieder.
| Personendaten    | Personendaten                |
| ---------------- | ---------------------------- |
| NAME             | Hafeez Jullundhri, Abul Asar |
| KURZBESCHREIBUNG | pakistanischer Dichter       |
| GEBURTSDATUM     | 14. Januar 1900              |
| GEBURTSORT       | Jalandhar                    |
| STERBEDATUM      | 21. Dezember 1982            |
| STERBEORT        | Lahore                       |